# Andrzej Radecki
Andrzej Bohdan Radecki (ur. 21 lipca 1940 w Grodzisku Mazowieckim) – polski agronom, profesor nauk rolniczych, rektor Akademii Podlaskiej w latach 1999–2000 i prorektor Szkoły Głównej Gospodarstwa Wiejskiego w Warszawie w latach 1993–1996.

## Życiorys
Absolwent VI Liceum Ogólnokształcącego im. Tadeusza Reytana w Warszawie (1957). W 1962 ukończył studia w Szkole Głównej Gospodarstwa Wiejskiego w Warszawie. Doktoryzował się na macierzystej uczelni w 1969. Stopień doktora habilitowanego uzyskał w SGGW w 1986. Tytuł profesora nauk rolniczych otrzymał 15 lutego 1996.
Zawodowo związany z SGGW. W latach 1987–1990 był prodziekanem Wydziału Rolniczego, w następnej kadencji (1990–1993) pełnił funkcję dziekana tej jednostki. W latach 1993–1996 był prorektorem SGGW. W latach 2003–2008 kierował Katedrą Agronomii. Ponadto w kadencji 1999–2000 był rektorem Akademii Podlaskiej. Objął także stanowisko profesora w Państwowej Uczelni im. Stefana Batorego; na uczelni tej został dyrektorem Instytutu Nauk Przyrodniczych.
Specjalizuje się w uprawie roli i roślin. Opublikował ok. 110 prac. Członek Polskiego Towarzystwa Agronomicznego i Komitetu Uprawy Roślin PAN.
Został odznaczony Złotym Krzyżem Zasługi (1984) i Medalem Komisji Edukacji Narodowej (2000).